# Pedro Enrique
Pour les articles homonymes, voir Pedro Henrique.
Pas d'image ? Cliquez ici
Pedro Enrique (né le 22 août 1988 à São Paulo, Brésil) est un pilote automobile brésilien.

## Carrière
- 2003-2004 : Karting Brésil

- 2005 : Karting en Europe et Brésil

- 2006 : Formule 3 sudaméricaine, 8e

- 2007 : Eurocup Formule Renault

- 2008 : Formule 3 sudaméricaine, 2e avec 5 victoires et 11 podiums

- 2009 : Formule 3 Euroseries

- 2010 : GP3 Series, avec l'écurie ART Grand Prix